# Putu Wijaya
Putu Wijaya, właśc. I Gusti Ngurah Putu Wijaya (ur. 1 kwietnia 1944 w Tabanan) – indonezyjski pisarz. Uchodzi za jedną z najwybitniejszych postaci literackich Indonezji.
Jego dorobek obejmuje ok. 30 powieści, 40 dramatów oraz 100 opowiadań.

## Twórczość
Opowiadania
- Gres, Jakarta: Balai Pustaka, 1982
- Blok, Jakarta: Pustaka Firdaus, 1994
- Darah, Jakarta: Balai Pustaka, 1995
- Zig Zag, Jakarta: Pustaka Firdaus, 1996
- Tidak, Jakarta: Pabelan Jayakarta, 1999

Dramat
- Dar-Der-Dor, Jakarta: Grasindo, 1996

Powieści
- Bila Malam Bertambah Malam, Jakarta: Pustaka Jaya, 1971
- Telegram, Jakarta: Pustaka Jaya, 1973
- MS, Jakarta, 1975
- Ratu, Jakarta, 1977
- Sah, Jakarta, 1977
- Stasiun, Jakarta, Pustaka Jaya, 1977
- Tak Cukup Sedih, Jakarta, 1977
- Keok, Jakarta: Pustaka Jaya, 1978
- Sobat, Jakarta: Sinar Harapan, 1981
- Lho, Jakarta: Balai Pustaka, 1982
- Nyali, Jakarta: Balai Pustaka, 1983
- Dor, Jakarta: Balai Pustaka, 1986
- Pol, Jakarta: Gramedia, 1987
- Teror, Jakarta: Pustaka Jaya, 1991
- Kroco, Jakarta: Pustaka Firdaus, 1995
- Byar Pet, Jakarta: Pustaka Firdaus, 1995
- Aus, Jakarta: Grasindo, 1996

Poezja
- Dadaku adalah Perisaiku, Denpasar: Lesiba, 1974